# Prionus boppei
Prionus boppei là một loài bọ cánh cứng trong họ Cerambycidae.